# خانه ایرانمنش
خانه ایرانمنش مربوط به دوره پهلوی است و در بافت، خیابان طالقانی، کوچه بابک، پ ۲ واقع شده و این اثر در تاریخ ۱۲ تیر ۱۳۸۴ با شمارهٔ ثبت ۱۲۰۰۳ به‌عنوان یکی از آثار ملی ایران به ثبت رسیده است .این خانه ارزشمند تاریخی متعلق به اوایل دوره پهلوی بوده و در خیابان طالقانی شهر بافت واقع شده است. پلان این خانه مشابه بسیاری از خانه های قدیمی شهر بافت است که شامل فضاهایی نظیر سه دری، ایوان(تالار)، صندوق خانه، مطبخ، غله خانه و اصطبل و … می‌باشد.
عمده مصالح به کار رفته در این بنا خشت خام، ملات کاهگل، گچ، آجر و چوب می باشد.
یکی از نکات حائز اهمیت در این خانه تنوع تکنیکهای پوشش سقف می باشد به گونه ای که در آن سقف چوبی تیر پوش، سقف گنبدی با طاق تیغه پوش(کرمانی)، سقف بندی با طاق گهواره ای دیده می شود.
لازم به ذکر است که خانه ایرانمنش قدیمی ترین خانه خشتی شهر بافت می باشد که به شیوه ای زیبا سبک زندگی مردم شهرستان بافت را در گذشته با تصویر می کشد. این خانه در سال ۱۳٨۴ از مالکش خانم خاور تقی زاده که حدود ۵۵ سال در آن سکونت داشت توسط سازمان میراث فرهنگی استان کرمان خریداری شد.